# The Big Show (film 1936)
The Big Show è un film statunitense del 1936 diretto da Mack V. Wright e Joseph Kane, e interpretato da Gene Autry, Kay Hughes e Smiley Burnette. Scritto da Dorrell e Stuart E. McGowan, è una commedia western a sfondo musicale  che ha per protagonista un cowboy cantante che si finge una star del cinema, in occasione del Texas Centennial di Dallas. Roy Rogers appare nel film come componente del gruppo musicale Sons of the Pioneers.

## Trama
Al Centenario dell'indipendenza del Texas a Dallas, Gene (fingendo di essere la star del cinema Tom Ford) canta alla radio e ottiene un successo nazionale. Il capo dello studio Swartz, sperando di trarre vantaggio dalla pubblicità, decide di lanciare una serie di musical western con Tom Ford, anche se il vero Ford non riesce a cantare una nota. Quando il fidanzamento di Gene (nei panni di Tom Ford) e Marion viene annunciato sui giornali, la vera fidanzata di Ford è infuriata. 
Nel frattempo, il giocatore d'azzardo Tony Rico e i suoi scagnozzi arrivano a Dallas per riscuotere i $ 10.000 dollari che Tom deve loro. Wilson è costretto a pagare il debito, più $ 25.000 dollari per impedire a Rico di rivelare l'identità di Gene. Tom Ford finalmente si presenta e fa rapporto a Swartz, ma il capo dello studio preferirebbe placare i ricattatori piuttosto che sostituire Gene con il meno talentuoso Ford. Gene e Marion si esibiscono all'evento del centenario. Quando arriva la fidanzata di Tom Ford, Marion è costretta ad andarsene. 
Per salvare la sua storia d'amore con Marion, Gene corre il rischio e confessa la sua vera identità alla radio. Con sua sorpresa, il pubblico lo preferisce al vero Tom Ford. La confessione di Gene rovina il tentativo di ricatto di Rico, e lui e i suoi scagnozzi scappano con i soldi del ricatto vestendosi da cowboy e unendosi alla cavalcata. Gene insegue i fuorilegge in vero stile western, facendoli infine arrestare. Durante l'inseguimento, il denaro viene perso in una laguna dal compagno di Gene, Frog. Qualche tempo dopo, tornato a Hollywood, Tom Ford ora lavora come controfigura di Gene. Gene canta per Marion sul set del suo nuovo film, e lei e Gene si baciano.

## Produzione
Il film, diretto da Mack V. Wright e Joseph Kane su una sceneggiatura e un soggetto di Dorrell McGowan e Stuart E. McGowan, fu prodotto da Nat Levine per la Republic Pictures e girato nell'Iverson Ranch a Chatsworth in California e a Dallas dal settembre all'ottobre del 1936.

### Colonna sonora
- Mad About You, musica di Sam H. Stept, parole di Ted Koehler
- The Lady Known as Lulu, musica di Sam H. Stept, parole di Ned Washington
- Roll, Wagon, Roll, musica e parole di Tim Spencer e Carl Winge.[1]

## Distribuzione
Il film fu distribuito negli Stati Uniti dal 16 novembre 1936 al cinema dalla Republic Pictures. È stato distribuito anche in Brasile con il titolo Astro por Aclamação.

## Promozione
La tagline è: "A Roundup of action actually filmed at the Texas Centennial!".